# Oncología
La oncología (también, cancerología) es la rama de la medicina que estudia y trata las neoplasias, con especial atención a los tumores malignos o cáncer. Como especialidad médica, derivada del tronco de la medicina interna, se dedica al diagnóstico y tratamiento del cáncer, centrada en la atención del enfermo de cáncer y su tratamiento, entre otros por medio de la quimioterapia, terapia hormonal y otros medicamentos, mientras que como especialidad quirúrgica se encarga de la extirpación del tumor y de los tejidos circundantes, y la oncología radioterápica aprovecha la radioterapia para tratar el cáncer.

## Etimología
El término oncología deriva del griego antiguo ογκος oncos (masa o tumor) y λογος,ου -logos-ou (estudio). Los médicos que se dedican a esta especialidad reciben el nombre de oncólogos.

## Concepto
La oncología se ocupa de:
- El diagnóstico del cáncer.
- Tratamiento del cáncer (cirugía y terapias no quirúrgicas, como la quimioterapia, radioterapia, terapias biológicas y otras modalidades como el trasplante de células madre).
- Seguimiento de los pacientes de cáncer tras el tratamiento, incluidos los cuidados paliativos de pacientes con enfermedades en estado avanzado. Solicitud de estudios genéticos, especialmente en aquellos casos en los que el cáncer es de tipo hereditario o familiar.

## Subespecialidades
Los oncólogos que atienden a pacientes se conocen como oncólogos clínicos, para distinguirlos de aquellos que realizan investigación relacionada con el cáncer, pero sin contacto directo con el paciente. Los cirujanos oncólogos, son aquellos cirujanos especializados en la resección de tumores, esta especialidad no está reconocida en muchos países, entre ellos España.
Hay países, como el Reino Unido, en los cuales los oncólogos clínicos están cualificados para recomendar tanto la quimioterapia como la radioterapia, aunque en otros países existe subespecialidades en función del tipo de tratamiento que se utiliza, por ello se distinguen 2 tipos de oncólogos:
- Oncólogos médicos, son quienes utilizan los fármacos antineoplásicos, es decir, la quimioterapia y la inmunoterapia.
- Oncólogos radioterápicos, especialistas que utilizan tratamientos con radiaciones, también conocidos como radioterapia.

También podemos dividir la oncología en subespecialidades, dependiendo del tipo de pacientes que atienden:
- Ginecólogos oncólogos, especializados en los tipos de cáncer propios de la mujer.
- Oncólogos pediátricos, especializados en el cuidado de niños con algún tipo de cáncer.
- Ortopedistas oncólogos. Se dedican exclusivamente al estudio, diagnóstico y tratamiento de los pacientes portadores de tumores óseos y de partes blandas mediante resección tumoral y a la reconstrucción quirúrgica empleando prótesis o trasplantes óseos.
- Hematólogos oncólogos. Estudian los cánceres que se originan en los órganos encargados de formar la sangre. Esta rama se considera generalmente como una especialidad de la hematología.

###### Concepto del tumor
Aunque gran parte de los factores que favorecen la aparición de tumores malignos o cáncer no se conocen con exactitud, se dispone información sobre determinados factores de riesgo, entre ellos los siguientes:
- Genéticos: Mutaciones en el ADN.
- Carcinógenos biológicos: algunas infecciones causadas por virus, bacterias o parásitos.
- Carcinógenos químicos: los componentes del humo de tabaco, las aflatoxinas.
- Carcinógenos físicos: radiaciones (ultravioleta, ionizantes)

## Diagnóstico
La historia clínica sigue siendo una importante herramienta de cribado: el carácter de las quejas y los síntomas inespecíficos (como fatiga, pérdida de peso, anemia inexplicable, fiebre de origen desconocido, fenómenos paraneoplásicos y otros signos) pueden justificar una investigación más exhaustiva de la malignidad. Ocasionalmente, un examen físico puede descubrir la localización de una neoplasia maligna.
Los métodos de diagnóstico incluyen:
- Biopsia o resección; estos son métodos mediante los cuales los crecimientos neoplásicos sospechosos pueden ser extirpados en parte o en su totalidad, y evaluados por un patólogo para determinar la malignidad. En la actualidad, se trata de la regla de oro para el diagnóstico del cáncer y es crucial para guiar el siguiente paso en el tratamiento (vigilancia activa, cirugía, radioterapia, quimioterapia o una combinación de éstas).
- Endoscopia, ya sea gastrointestinal superior o inferior, cistoscopia, broncoscopia o nasendoscopia; para localizar zonas sospechosas de malignidad y biopsia cuando sea necesario.
- Radiografías, Tomografía axial computarizada (TAC), Imagen por resonancia magnética, ecografía (ultrasonido) y otras técnicas radiológicas para localizar y guiar la biopsia.
- Gammagrafía, Tomografía computarizada de emisión monofotónica (SPECT), tomografía por emisión de positrones (PET) y otros métodos de medicina nuclear para identificar zonas sospechosas de malignidad.
- Análisis de sangre, incluidos marcadores tumorales, que pueden aumentar la sospecha de ciertos tipos de cáncer.

Aparte del diagnóstico, estas modalidades (especialmente la obtención de imágenes por Tomografía axial computarizada) se utilizan a menudo para determinar la operabilidad, es decir, si es quirúrgicamente posible extirpar un tumor en su totalidad.
En la actualidad, el diagnóstico tisular (a partir de una biopsia) por un patólogo es esencial para clasificar correctamente el cáncer y orientar el siguiente paso del tratamiento. En muy raras ocasiones, cuando esto no es posible, puede considerarse una "terapia empírica" (sin un diagnóstico exacto), basada en las pruebas disponibles (por ejemplo, antecedentes, radiografías y escáneres).
En muy raras ocasiones, se encuentra un bulto metastásico o un ganglio linfático patológico (normalmente en el cuello) para el que no se puede encontrar un tumor primario. Sin embargo, los marcadores inmunohistoquímicos suelen indicar claramente la malignidad primaria. Esta situación se denomina "malignidad de origen primario desconocido" y, de nuevo, el tratamiento es empírico y se basa en la experiencia previa sobre el origen más probable.

## Terapia
Dependiendo del cáncer identificado, en ese momento se administrarán cuidados de seguimiento y paliativos. Ciertos trastornos (como la ALL o la AML) requerirán ingreso inmediato y quimioterapia, mientras que otros serán objeto de seguimiento con exámenes físicos y análisis de sangre periódicos.
A menudo, se intenta operar para extirpar un tumor por completo. Esto sólo es factible cuando existe cierto grado de certeza de que el tumor puede extirparse. Cuando es seguro que quedarán partes, la cirugía curativa suele ser imposible, por ejemplo, cuando hay metástasis, Ocasionalmente, cuando el tumor ha invadido una estructura que no se puede operar sin poner en riesgo la vida del paciente. En ocasiones, la cirugía puede mejorar la supervivencia aunque no se haya extirpado todo el tejido tumoral; el procedimiento se denomina "citorreducción" (es decir, reducción de la cantidad total de tejido tumoral). La cirugía también se utiliza para el tratamiento paliativo de algunos tipos de cáncer, por ejemplo para aliviar la obstrucción biliar o los problemas asociados a algunos tumores cerebrales. Los riesgos de la cirugía deben sopesarse frente a los beneficios.
La quimioterapia y la radioterapia se utilizan como terapia radical de primera línea en varias neoplasias malignas. También se utilizan para la terapia adyuvante, es decir, cuando el tumor macroscópico ya se ha extirpado quirúrgicamente por completo pero existe un riesgo estadístico razonable de que reaparezca. La quimioterapia y la radioterapia se utilizan habitualmente para la paliación, cuando la enfermedad es claramente incurable: en esta situación, el objetivo es mejorar la calidad de vida y prolongarla.
La manipulación hormonal está bien establecida, sobre todo en el tratamiento del cáncer de mama y de próstata.
Actualmente se está produciendo una rápida expansión del uso de tratamientos con anticuerpos monoclonales, sobre todo para el linfoma (Rituximab) y el cáncer de mama (Trastuzumab).
Las vacunas y otras inmunoterapias son objeto de intensa investigación.

## Avances en la información de los médicos del trabajo para prevenir el cáncer profesional
La prevención del cáncer requiere conocimientos actualizados periódicamente por parte de los médicos del ámbito de la medicina del trabajo. Para ayudarles a ello, en el marco del Plan de Francia contra el cáncer 2009-2013, el Instituto Nacional del Cáncer de Francia encargó dos encuestas (a más de 600 médicos) destinadas a elaborar un inventario de fuentes de información sobre la prevención primaria de los cánceres relacionados con el trabajo para médicos del trabajo (93,5 % de los encuestados) y poner de relieve necesidades y líneas de actuación específicas, sobre todo en los sectores de la construcción, las obras públicas y la industria, donde la demanda de médicos del trabajo es más acusada. "Archivos de enfermedades profesionales y ambientales".
- Más del 60% de los médicos encuestados utiliza la prensa y los libros, y cada vez más internet (45%), la formación continua (31%), los congresos o coloquios (20%), las agencias y organismos públicos (25%), los intercambios con colegas (15%), los cursos y documentos personales (10%)[9].
- sólo el 64% está satisfecho con sus oportunidades para actualizar sus conocimientos[9].
- Al 95% le gustaría tener acceso a documentos que resuman los conocimientos científicos, información actualizada periódicamente sobre las herramientas disponibles (93%, con, por ejemplo, el expediente médico de salud laboral, la hoja de partida de la empresa, etc.) y encontraría útiles las recomendaciones para el seguimiento de los trabajadores expuestos a CMR (95%), así como actualizaciones sobre la legislación (92,5%)[9].

Fruto de este trabajo, en 2013 se anunció una guía de recursos documentales y un boletín de vigilancia para médicos del trabajo y servicios de salud laboral.

## Cuidados paliativos
Aproximadamente el 50% de todos los casos de cáncer en el mundo occidental pueden tratarse hasta la remisión con un tratamiento radical. En el caso de los pacientes pediátricos, esa cifra es mucho mayor. Un gran número de pacientes con cáncer morirá a causa de la enfermedad, y una proporción significativa de pacientes con cáncer incurable morirá por otras causas. Puede haber problemas continuos con el control de los síntomas asociados con el cáncer progresivo, y también con el tratamiento de la enfermedad. Estos problemas pueden incluir dolor, náuseas, anorexia, fatiga, inmovilidad y depresión. No todas las cuestiones son estrictamente físicas: la dignidad personal puede verse afectada. Las cuestiones morales y espirituales también son importantes.
Aunque muchos de estos problemas son competencia del oncólogo, los cuidados paliativos han madurado hasta convertirse en una especialidad separada y estrechamente aliada para abordar los problemas asociados a la enfermedad avanzada. Los cuidados paliativos son una parte esencial del equipo multidisciplinar de atención oncológica. Los servicios de cuidados paliativos pueden ser menos hospitalarios que los de oncología, con enfermeras y médicos que pueden visitar al paciente en su domicilio.

## Progreso e investigaciones
Se está investigando muchísimo en todas las fronteras de la oncología, desde la biología de las células cancerosas y la radioterapia hasta los regímenes de tratamiento con quimioterapia y los cuidados paliativos y alivio del dolor óptimos. En la última década, la llegada de la secuenciación de nueva generación y la secuenciación del genoma completo han cambiado por completo nuestra comprensión de los cánceres. La identificación de nuevos marcadores genéticos/moleculares cambiará radicalmente nuestra forma de diagnosticar y tratar el cáncer, lo que allanará el camino hacia la medicina personalizada.
En los ensayos terapéuticos suelen participar pacientes de muchos hospitales distintos de una región determinada. En el Reino Unido, los pacientes suelen participar en grandes estudios coordinados por Cancer Research UK (CRUK), Medical Research Council (MRC), la Organización Europea para la Investigación y el Tratamiento del Cáncer (EORTC) o la National Cancer Research Network (NCRN).
Entre las empresas más valoradas a nivel mundial cuyos productos líderes están en Oncología se encuentran Pfizer (Estados Unidos), Roche (Suiza), Merck (Estados Unidos), AstraZeneca (Reino Unido), Novartis (Suiza) y Bristol-Myers Squibb (Estados Unidos) que operan en las áreas de tratamiento Inhibidores de la quinasa, anticuerpos, inmunoterapia contra el cáncer y radiofármacos.

## Cuestiones éticas
Hay una serie de cuestiones y dilemas éticos recurrentes en la práctica oncológica. Entre ellos se incluyen:
- Qué información dar al paciente sobre la extensión/progresión/pronóstico de la enfermedad.
- La participación en ensayos clínicos, especialmente en caso de enfermedad terminal.
- Retirada del tratamiento activo.
- Órdenes de "no reanimar" y otras cuestiones relacionadas con el final de la vida.

Estas cuestiones están estrechamente relacionadas con la personalidad, la religión, la cultura y la vida familiar de los pacientes. Aunque estas cuestiones son complejas y emocionales, a menudo las respuestas se obtienen cuando el paciente busca el consejo de amigos y asesores personales de confianza. Se requiere un grado de sensibilidad y muy buena comunicación por parte del equipo oncológico para abordar adecuadamente estos problemas.